# Страх (фільм, 1996)
Страх (англ. Fear) — американський трилер 1996 року.

## Сюжет
Шістнадцятирічна Ніколь Вокер живе зі своїм батьком Стівеном Вокером, його новою дружиною Лорою Вокер і її сином Тобі. У барі, перебуваючи там зі своєю подругою Марго Массе і другом Гері Ромером, вона знайомиться з привабливим хлопцем Девідом Макколом, у якого відразу закохується, не підозрюючи, на яке жахіття перетвориться через ці стосунки її життя та життя її близьких.

## У ролях
| Актор           | Роль         |
| --------------- | ------------ |
| Марк Волберг    | Девід Маккол |
| Різ Візерспун   | Ніколь Вокер |
| Вільям Петерсен | Стівен Вокер |
| Емі Бреннеман   | Лора Вокер   |
| Алісса Мілано   | Марго Массе  |
| Тодд Калдекотт  | Гері Ромер   |
| Гері Райлі      | Хакер        |
| Джед Ріс        | Ноббі        |

## Нагороди
| 1997 | MTV Movie & TV Awards | Найкращий лиходій (Марк Волберг) | Номінація |